# Sitalcina lobata
Sitalcina lobata es una especie de arácnido del género Sitalcina, familia Phalangodidae. Fue descrita científicamente por C.J. Goodnight and M.L. Goodnight en 1942.
Habita en América del Norte.